# Киренаика (эмират)
Эмира́т Кирена́ика (араб. إمارة برقة‎) — государство, провозглашённое Мухаммадом Идрисом при поддержке Великобритании 1 марта 1949 года. Упразднено 24 декабря 1951 года вместе с объединением Ливии и коронацией Мухаммада Идриса.

## История
1 марта 1949 года на «национальной конференции» в Бенгази Мухаммад Идрис провозгласил себя эмиром Киренаики. Тогда же был принят флаг — чёрный, с белой звездой и полумесяцем, — ставший, с добавлением красной и зеленой полос, представляющих Триполитанию и Феццан, основой флага Ливии 1951 года. Идрис, будучи королём Ливии, с добавлением белой короны на верхнем подъемнике сохранил флаг эмирата как свой личный королевский штандарт.
Признание Великобританией эмирата не повлияло на позицию Генеральной Ассамблеи ООН, принявшей 21 ноября 1949 года резолюцию о подготовке Францией и Великобританией предоставления Ливии независимости к 1 января 1952 года.
Королевство Ливия, включившее в себя Киренаику, Триполитанию и Феццан, было создано 24 декабря 1951 года, а 27 декабря эмир Идрис был возведен на престол как король Идрис I. Эмират Киренаика перестал существовать.

### Современность
6 марта 2012 года, отражая события, произошедшие 1 марта 1949 года, аналогичное собрание, на котором рассматривался вопрос большей автономии и федерализма для Киренаики, прошло в Бенгази. Ахмед аль-Сенусси, родственник короля Идриса, был объявлен лидером самопровозглашенного Переходного совета Киренаики.